# OpenEdge Advanced Business Language
OpenEdge Advanced Business Language er et såkaldt fjerdegenerations programmeringssprog med tilhørende database. Det kendes også under det tidligere navn Progress 4GL.
Sproget, der er udviklet af og sælges af Progress Software Corporation, blev først præsenteret i 1984. Det er et blokorienteret sprog, men fra og med version 10.1 er det udvidet med objektorienterede konstruktioner. Sproget tillader en hurtig udvikling af programmer med en grafisk brugergrænseflade, men kan også fungere uden denne grænseflade.
OpenEdge oversættes ikke til maskinkode, men til en særlig mellemkode kaldet r-kode, der afvikles af en virtuel maskine.
Databasen er relationel. Fra programmeringssproget benytter man normalt ikke SQL til at tilgå databasen men særlige programstrukturer, der samtidig styrer gennemløbet af de fundne data.
```
for
 
each
 
vare
 
where
 
leverandoerkode
 
=
 
”
4711
”
 
no-lock
:

  
display
 
vare
.

end
.

```

der omtrent svarer til flg. SQL-udtryk:
```
select
 
*
 
from
 
vare
 
where
 
leverandoerkode
 
=
 
”
4711
”
;

```

Naturligvis vil programmet normalt være meget mere komplekst.
Sproget har en begrænset udbredelse i Danmark.